# Mauguio
Mauguio település Franciaországban, Hérault megyében. Lakosainak száma 16 417 fő (2022. január 1.). Mauguio Saint-Aunès, Aigues-Mortes, Baillargues, Candillargues, Lansargues, Lattes, Marsillargues, Montpellier, Mudaison, Palavas-les-Flots, Pérols és La Grande-Motte községekkel határos.

## Népesség
A település népességének változása:
| Lakosok száma | 4350 | 9791 | 11 487 | 15 514 | 16 659 | 17 219 | 16 919 | 16 705 | 16 714 | 16 417 |
|               | 1968 | 1982 | 1990   | 2006   | 2013   | 2015   | 2017   | 2019   | 2020   | 2022   |